# Cattedrali in Georgia
Questa è una lista delle cattedrali presenti in Georgia

## Cattedrali della chiesa ortodossa georgiana
| Cattedrale                                    | Arcidiocesi o Diocesi                          | Località     | Dedicazione               | Immagine |  |
| --------------------------------------------- | ---------------------------------------------- | ------------ | ------------------------- | -------- |  |
| Cattedrale della Santissima Trinità (Tbilisi) | Eparchia di Mtskheta-Tbilisi                   | Tbilisi      | Trinità                   |          |  |
| Cattedrale di Sioni (Tbilisi)                 | Eparchia di Mtskheta-Tbilisi                   | Tbilisi      | Maria                     |          |  |
| Cattedrale di Svetitskhoveli                  | Eparchia di Mtskheta-Tbilisi                   | Mtskheta     |                           |          |  |
| Cattedrale di Pitsunda                        | Eparchia di Mtskheta-Tbilisi                   | Pitsunda     | Sant'Andrea               |          |  |
| Cattedrale di Alaverdi                        | Eparchia di Alaverdi                           | Akhmeta      | San Giorgio               |          |  |
| Cattedrale di Akhaltsikhe                     | Eparchia di Akhaltsikhe, Tao-Klarjeti e Lazeti | Akhaltsikhe  | San Saba                  |          |  |
| Cattedrale di Kumurdo                         | Eparchia di Akhalkalaki e Kumurdo              | Akhalkalaki  |                           |          |  |
| Cattedrale di Skhalta                         | Eparchia di Batumi e Skhalta                   | Khulo        | Maria                     |          |  |
| Cattedrale di Batumi                          | Eparchia di Batumi e Skhalta                   | Batumi       | Maria                     |          |  |
| Cattedrale di Bodbe                           | Eparchia di Bodbe                              | Sighnaghi    | Santa Nino                |          |  |
| Cattedrale di Bolnisi                         | Eparchia di Bolnisi                            | Bolnisi      | Maria                     |          |  |
| Cattedrale di Gurjaani                        | Eparchia di Gurjaani e Velistsikhe             | Gurjaani     | Maria                     |          |  |
| Cattedrale di Dmanisi                         | Eparchia di Dmanisi                            | Dmanisi      | Maria                     |          |  |
| Cattedrale di Bagdati                         | Eparchia di Vani e Bagdati                     | Bagdati      | Maria                     |          |  |
| Cattedrale di Tsalenjikha                     | Eparchia di Zugdidi e Tsaishi                  | Tsalenjikha  | Gesù                      |          |  |
| Cattedrale di Zugdidi                         | Eparchia di Zugdidi e Tsaishi                  | Zugdidi      |                           |          |  |
| Cattedrale di Tsaishi                         | Eparchia di Zugdidi e Tsaishi                  | Tsaishi      | Maria                     |          |  |
| Cattedrale di Tianeti                         | Eparchia di Tianeti                            | Tianeti      |                           |          |  |
| Cattedrale di Manglisi                        | Eparchia di Manglisi e Tsalka                  | Manglisi     | Maria                     |          |  |
| Cattedrale di Nek'resi                        | Eparchia di Nek'resi e Hereti                  | Nek'resi     |                           |          |  |
| Cattedrale di Nikortsminda                    | Eparchia di Nikortsminda                       | Nikortsminda | San Nicola                |          |  |
| Cattedrale di Ninotsminda                     | Eparchia di Ninotsminda e Sagarejo             | Sagarejo     | Santa Nino                |          |  |
| Cattedrale di Rustavi                         | Eparchia di Rustavi e Marneuli                 | Rustavi      | Maria                     |          |  |
| Cattedrale di Ruisi                           | Eparchia di Urbnisi e Ruisi                    | Ruisi        |                           |          |  |
| Cattedrale di Poti                            | Eparchia di Poti e Khobi                       | Poti         |                           |          |  |
| Cattedrale di Samtavisi                       | Eparchia di Samtavisi e Gori                   | Samtavisi    |                           |          |  |
| Cattedrale di Ertatsminda                     | Eparchia di Samtavisi e Gori                   | K'asp'i      | Sant'Eustatio di Mtskheta |          |  |
| Cattedrale di Bagrati                         | Eparchia di Kutais-Gaenati                     | Kutaisi      |                           |          |  |
| Cattedrale di Shemokmedi                      | Eparchia di Shemokmedi                         | Shemokmedi   |                           |          |  |
| Cattedrale di Khoni                           | Eparchia di Khoni e Samtredia                  | Khoni        |                           |          |  |
| Cattedrale di Mart'vili                       | Eparchia di Chkondidi                          | Mart'vili    |                           |          |  |
| Cattedrale di Mokva                           | Eparchia di Tskhum-Abkhazeti                   | Mokva        |                           |          |  |
| Cattedrale di Bedia                           | Eparchia di Tskhum-Abkhazeti                   | Agubedia     |                           |          |  |
| Cattedrale di Dranta                          | Eparchia di Tskhum-Abkhazeti                   | Dranta       |                           |          |  |

## Cattedrali cattoliche
| Cattedrale                                                     | Diocesi                                           | Città   | Dedicazione | Immagine |
| -------------------------------------------------------------- | ------------------------------------------------- | ------- | ----------- | -------- |
| Cattedrale dell'Assunzione della Beata Vergine Maria (Tbilisi) | Amministrazione apostolica del Caucaso dei Latini | Tbilisi | Maria       |          |